# Octavia Hill
 (février 2022).
Si vous disposez d'ouvrages ou d'articles de référence ou si vous connaissez des sites web de qualité traitant du thème abordé ici, merci de compléter l'article en donnant les références utiles à sa vérifiabilité et en les liant à la section « Notes et références ».
Pour les articles homonymes, voir Hill.
Octavia Hill, née le 3 décembre 1838 à Wisbech dans le comté de Cambridgeshire et morte le 13 août 1912 à Londres, est une réformatrice sociale britannique, cofondatrice avec Helen Bosanquet de la Charity Organization Society en 1869 et cofondatrice avec Robert Hunter (fonctionnaire britannique) (en) et Hardwicke Rawnsley du National Trust for Places of Historic Interest or Natural Beauty en 1895. 

## Biographie

### Jeunesse et formation
Octavia Hill est la fille de James Hill, un homme d'affaires, marchand de grains et banquier qui fait banqueroute à deux reprises. Sa mère, Caroline Southwood Smith, préceptrice de ses demi-frères et sœurs qui épouse James en deuxièmes noces, tombe très vite malade. Octavia est alors élevée par son grand-père, le docteur Southwood Smith. Fillette très habile, elle recopie pour lui des textes sur les réformes sanitaires. 
C'est aussi l'époque où elle rencontre le socialiste chrétien Frederick Denison Maurice ou encore le critique d'art John Ruskin qui vont l'accompagner dans ses projets philanthropiques,,. 

### Une réformatrice
En 1869, elle rédige un rapport sur "De l'importance d'aider les pauvres sans faire l'aumône". Selon Charles Mowat Loch, le secrétaire de la Charity Organization Society, Octavia Hill fait preuve d'une grande "sagesse" en se posant comme collectrice de loyers et non comme donatrice d'argent dans la paroisse de Marylebone. Sa façon d'aider les pauvres se généralisera au sein de la Charity Organisation Society qui préféra dorénavant les "bons" pauvres. Octavia Hill restera ainsi comme la "rénovatrice de l'esprit charitable des dames anglaises" et une pionnière de la Charity Organisation Society.

### Femme d'associations
Octavia Hill fonde par ailleurs, avec sa sœur Miranda Hill la Kyrle Society pour apporter de la beauté et du bien-être dans la vie sous forme de musique, de littérature et d'espaces verts. Le Postman's Park sera ainsi rénové à Londres. Les campagnes d'Octavia en faveur des espaces verts vont aussi l'amener à participer à la fondation du National Trust for Places of Historic Interest or Natural Beauty dont elle sera l'une des trois fondatrices.

### Vie privée
Bien que décédée à Londres au 190, Marylebone Road (en) (maison démolie depuis), sa tombe se trouve dans le Kent au cimetière le Holy Trinity Churchyard de Crockham Hill. Octavia possédait un cottage dans le village.

## Rapports, articles et correspondance

### Rapport
- Homes of the London Poor, New York, Frank Cass Publishers (réimpr. 1970, 2019) (1re éd. 1875), 88 p. (OCLC 1229373051, lire en ligne),

### Articles
- « Miss Octavia Hill on the Charity Organisation Society: an address delivered at the annual meeting of the London Charity Organisation Society, on April 23, 1891 », LSE Selected Pamphlets,‎ 1891, p. 4 pages (lire en ligne),
- « The Need of Thoroughness in Charitable Work », Charity Organisation Review, New Series, Vol. 4, No. 23,‎ novembre 1898, p. 233-239 (7 pages) (lire en ligne ),
- « Management of Houses for the Poor », Charity Organisation Review, New Series, Vol. 5, No. 25,‎ janvier 1899, p. 20-28 (9 pages) (lire en ligne ),
- « The Relations between Rich and Poor as bearing on Pauperism », Charity Organisation Review, New Series, Vol. 9, No. 54,‎ juin 1901, p. 306-313 (8 pages) (lire en ligne ),
- « The Kyrle Society », Charity Organisation Review, New Series, Vol. 18, No. 108,‎ décembre 1905, p. 314-319 (6 pages) (lire en ligne ),
- « The Charity Organisation Society », Charity Organisation Review, New Series, Vol. 39, No. 23,‎ mars 1916, p. 136-138 (3 pages) (lire en ligne ),

### Correspondance
- Letter to my fellow-workers: to which is added an account of donations received for work among the poor during 1879., Londres, House-Boy Brigade Printers, 1879, 20 p. (lire en ligne),
- Octavia Hill et C. Edmund Maurice (dir.), Life of Octavia Hill as told in her Letters, Londres, Macmillan and Co., Limited, 1913, 628 p. (OCLC 1048303754, lire en ligne),
- (en-GB) Octavia Hill et Robert Whelan (dir.), Octavia Hill and the Social Housing Debate: Essays and Letters by Octavia Hill, Londres, IEA Health and Welfare Unit, 1er octobre 1998, 148 p. (ISBN 9780255364317, lire en ligne).

## Pour approfondir

### Notices dans des encyclopédies et manuels de références
- (en-GB) Paul Barker, Founders Of The Welfare State: A Series From New Society, Heinemann Educational Books, 1986, 151 p. (ISBN 9780435820602, lire en ligne), p. 17-23,
- (en-GB) Graham Murphy, Founders of the National Trust, Londres, Christopher Helm (réimpr. 2002, 2006) (1re éd. 1987), 153 p. (OCLC 886225372, lire en ligne), p. 43-68,
- (en-GB) Richard Symonds, Far Above Rubies, Leominster,  Herefordshire (Royaume-Uni), Gracewing, 1er mai 1994, 289 p. (ISBN 9780852442449, lire en ligne), p. 23-44,
- (en-GB) Marion Brion, Women in the Housing Service, Londres, Routledge, 17 novembre 1994, 288 p. (ISBN 9780415080941, lire en ligne), p. 10-22,
- (en-US) Anne Commire & Deborah Klezmer (dir.), Women in World History, Volume 7: Harr - I, Yorkin Publications / Gale Group, 12 mai 2000, 746 p. (ISBN 9780787640668, lire en ligne), p. 310-314,
- (en-GB) Anne Digby & John Stewart (dir.), Gender, Health and Welfare, Londres et New York, Routledge, 2002, 247 p. (ISBN 9780415187008, lire en ligne), p. 91-121,
- (en-GB) Graham Murphy, Founders of the National Trust, National Trust, 1er avril 2002, 164 p. (ISBN 9780707803326, lire en ligne), p. 49-72,
- (en-GB) Oxford Dictionary National Biography Volume 27, Oxford, Oxford University Press, 2004, 1006 p. (ISBN 9780198613770, lire en ligne), p. 164-167,

### Essais et biographies
- (en-US) Fullerton Leonard Waldo, Good housing that pays, a Study of the Aims and the Accomplishment of Octavia Hill Association, 1896-1917, Philadelphie, Pennsylvanie, The Harper Press, 1917, 138 p. (OCLC 1045585781, lire en ligne),
- (en-GB) Nancy Boyd, Josephine Butler, Octavia Hill, Florence Nightingale: Three Victorian Women Who Changed Their World, Londres, Palgrave MacMillan, 18 juin 1984, 279 p. (ISBN 9780333376362, lire en ligne), p. 95-163,
- (en-GB) Samuel Jones (dir.) (ill. Quentin Blake), The Enduring Relevance of Octavia Hill, Londres, Demos, 2012, 188 p. (ISBN 9781909037090, lire en ligne),
- (en-GB) Peter Clayton, Octavia Hill : Social reformer and co-founder of the National Trust, Andover, Hampshire (Royaume-Uni), Pitkin Publishing, 1er mars 2012, 32 p. (ISBN 9781841653983, lire en ligne),

### Articles de revues académiques
Les articles de JSTOR, sont librement accessibles à la lecture en ligne jusqu'à la concurrence de 99 articles par mois.
- (en-GB) « Miss Octavia Hill and the Charity Organisation Society », Charity Organisation Review, Vol. 5, No. 52,‎ avril 1889, p. 162-163 (2 pages) (lire en ligne ),
- (en-GB) Miss Richter, « The "Octavia Hill Society" in Berlin », Charity Organisation Review, Vol. 8, No. 95,‎ décembre 1892, p. 425-428 (4 pages) (lire en ligne ),
- (en-GB) Annie Hankinson, « Miss Octavia Hill's System of Management of Working-class Property by Trained Ladies », Charity Organisation Review, New Series, Vol. 32, No. 187,‎ juillet 1912, p. 8-21 (14 pages) (lire en ligne ),
- (en-GB) C. S. L., « Miss Octavia Hill », Charity Organisation Review, New Series, Vol. 32, No. 189,‎ septembre 1912, p. 158-165 (8 pages) (lire en ligne ),
- (en-GB) C. S. L., « In Memoriam: Miss Octavia Hill », Charity Organisation Review, New Series, Vol. 32, No. 190,‎ octobre 1912, p. 213-222 (10 pages) (lire en ligne ),
- (en-GB) Maud M. Jeffery, « House Property Management on Miss Octavia Hill's Lines », Charity Organisation Review, New Series, Vol. 39, No. 232,‎ avril 1916, p. 172-180 (9 pages) (lire en ligne ),
- (en-GB) Paula Jones, « Some Memories of Octavia Hill », Charity Organisation Quarterly, NEW SERIES, Vol. 13, No. 1,‎ janvier 1939, p. 27-29 (3 pages) (lire en ligne ),
- (en-GB) Peter H. Mann, « Octavia Hill: An Appraisal », The Town Planning Review, Vol. 23, No. 3,‎ octobre 1952, p. 223-237 (15 pages) (lire en ligne ),
- (en-GB) Geoffrey Mowat, « Octavia Hill, 1838-1912 », Social Work (1939-1970), Vol. 13, No. 2,‎ avril 1956, p. 172-180 (9 pages) (lire en ligne ),
- (en-GB) Maisie George Mowat, « Octavia Hill », Social Work (1939-1970), Vol. 13, No. 3,‎ juillet 1956, p. 201-212 (12 pages) (lire en ligne ),
- (en-US) Robert H. Bremner, « "An Iron Scepter Twined with Roses": The Octavia Hill System of Housing Management », Social Service Review, Vol. 39, No. 2,‎ juin 1965, p. 222-231 (10 pages) (lire en ligne ),
- (en-GB) A. S. Wohl, « Octavia Hill and the Homes of the London Poor », Journal of British Studies, Vol. 10, No. 2,‎ mai 1971, p. 105-131 (27 pages) (lire en ligne ),
- (en-US) John F. Sutherland, « The Origins of Philadelphia's Octavia Hill Association: Social Reform in the "Contented" City », The Pennsylvania Magazine of History and Biography, Vol. 99, No. 1,‎ janvier 1975, p. 20-44 (25 pages) (lire en ligne ),